# Informationssystem Verbrechensbekämpfung
Das Informationssystem Verbrechensbekämpfung (Abk. ISVB) war von 1976 bis 2005 das zentrale IT-Verfahren der Berliner Polizei. Es wurde im März 2005 durch POLIKS abgelöst.

## Geschichte
Eingeführt wurde das ISVB 1976 im Zuge der Berliner Polizeireform. Ursprünglich war es nur über Lochkarten und eine Tastatur zu bedienen und verfügte über keinen Bildschirm, d. h., Eingaben und Abfragen mussten „blind“ erfolgen. Später wurde eine einfache Bildschirmoberfläche eingeführt. Mit der Einführung moderner Bürokommunikation bei der Berliner Polizei wurde das System ISVB emuliert den Beschäftigten zur Verfügung gestellt.
Neben der Erfassung der Grunddaten von Straftaten (z. B. Erfassungsgrund, Beschuldigter, Anzeigender, Tatort etc.) bot die Benutzeroberfläche auch Schnittstellen zu fremden IT-Verfahren, wie u. a. EWW, INPOL, ZEVIS, AZR oder KVA.
Bei der Software handelte es sich um eine Eigenentwicklung der Berliner Polizei. Die Ablösung durch POLIKS war u. a. notwendig, weil die Speicherressourcen ausgeschöpft waren und die Administration des in den letzten Jahren stark veralteten Systems nur noch sehr eingeschränkt möglich war.